# GAC 미쓰비시
GAC 미쓰비시(영어: GAC Mitsubishi Motors Co., Ltd.)는 중국 창사시에 본사를 둔 자동차 제조 회사이다.
2023년에 해체되었으며 GAC 아이온에 인수되었다.

## 연혁
2012년 9월 25일에 설립되었다.이 회사의 주요 주주는 GAC 그룹이 50%, 미쓰비시 자동차공업이 30%, 미쓰비시상사가 20%를 보유하고 있으며 다른 출처는 50%, 33% 및 17%를 제공한다.
같은 해에 생산이 시작되었고 브랜드명은 미쓰비시이다.2016년에 100,000대의 차량을 생산할 수 있었으며 엔진도 2018년부터 제조되었다.
2023년 9월 27일, 미쓰비시 자동차공업은 중국 시장 철수 결정을 발표하였다. 이는 중국 시장에서의 치열한 경쟁에 대처할 수 없어 합작 법인이 더 이상 수익성이 없을 것으로 판단했다고 밝혔으며2024년에 GAC 아이온에 합병되었다.

## 매출 수치
2016년에 56,700대의 차량이 생산되었다.